# Agaricostilbum hyphaenes
Agaricostilbum hyphaenes är en svampart som först beskrevs av Har. & Pat., och fick sitt nu gällande namn av Oberw. & Bandoni 1982. Agaricostilbum hyphaenes ingår i släktet Agaricostilbum och familjen Agaricostilbaceae.   Inga underarter finns listade i Catalogue of Life.